# Alpiner Skieuropacup 1976/77
Gesamt- und Disziplinenwertungen der Saison 1976/1977 des Alpinen Skieuropacups.

## Europacupwertungen

### Gesamtwertung
| Rang | Name              | Land      | Punkte |
| ---- | ----------------- | --------- | ------ |
| 1    | Petar Popangelow  | Bulgarien | 115    |
| 2    | Arnold Senoner    | Italien   | 093    |
| 3    | Jean-Luc Fournier | Schweiz   | 091    |

| Rang | Name             | Land          | Punkte |
| ---- | ---------------- | ------------- | ------ |
| 1    | Ursula Konzett   | Liechtenstein | 131    |
| 2    | Sigrid Totschnig | Österreich    | 126    |
| 3    | Regina Sackl     | Österreich    | 104    |

### Abfahrt
| Rang | Name              | Land       | Punkte |
| ---- | ----------------- | ---------- | ------ |
| 1    | Günter Alster     | Österreich | 73     |
| 2    | Bartl Gensbichler | Österreich | 45     |
| 3    | Roland Lutz       | Schweiz    | 44     |

| Rang | Name              | Land       | Punkte |
| ---- | ----------------- | ---------- | ------ |
| 1    | Evelyne Dirren    | Schweiz    | 50     |
| 1    | Martina Ellmer    | Österreich | 50     |
| 3    | Doris de Agostini | Schweiz    | 40     |

### Riesenslalom
| Rang | Name              | Land      | Punkte |
| ---- | ----------------- | --------- | ------ |
| 1    | Arnold Senoner    | Italien   | 74     |
| 2    | Petar Popangelow  | Bulgarien | 65     |
| 3    | Jean-Luc Fournier | Schweiz   | 47     |
| 3    | Didier Bonvin     | Schweiz   | 47     |

| Rang | Name              | Land           | Punkte |
| ---- | ----------------- | -------------- | ------ |
| 1    | Ursula Konzett    | Liechtenstein  | 95     |
| 2    | Jill Wahlqvist    | Schweden       | 76     |
| 3    | Christa Kinshofer | BR Deutschland | 69     |

### Slalom
| Rang | Name             | Land      | Punkte |
| ---- | ---------------- | --------- | ------ |
| 1    | Mauro Bernardi   | Italien   | 72     |
| 2    | Petar Popangelow | Bulgarien | 50     |
| 3    | Peter Aellig     | Schweiz   | 47     |

| Rang | Name               | Land       | Punkte |
| ---- | ------------------ | ---------- | ------ |
| 1    | Martine Couttet    | Frankreich | 87     |
| 2    | Michaela Schaffner | Österreich | 70     |
| 3    | Sigrid Totschnig   | Österreich | 57     |